# Oliver Kirch
Oliver Kirch (Soest, 21 agosto 1982) è un ex calciatore tedesco, di ruolo centrocampista.

## Carriera
Nella stagione 2012-2013 ha giocato 2 partite in Champions League con il Borussia Dortmund.

## Palmarès
- Supercoppa di Germania: 2

Borussia Dortmund: 2013, 2014